# Robotron 300

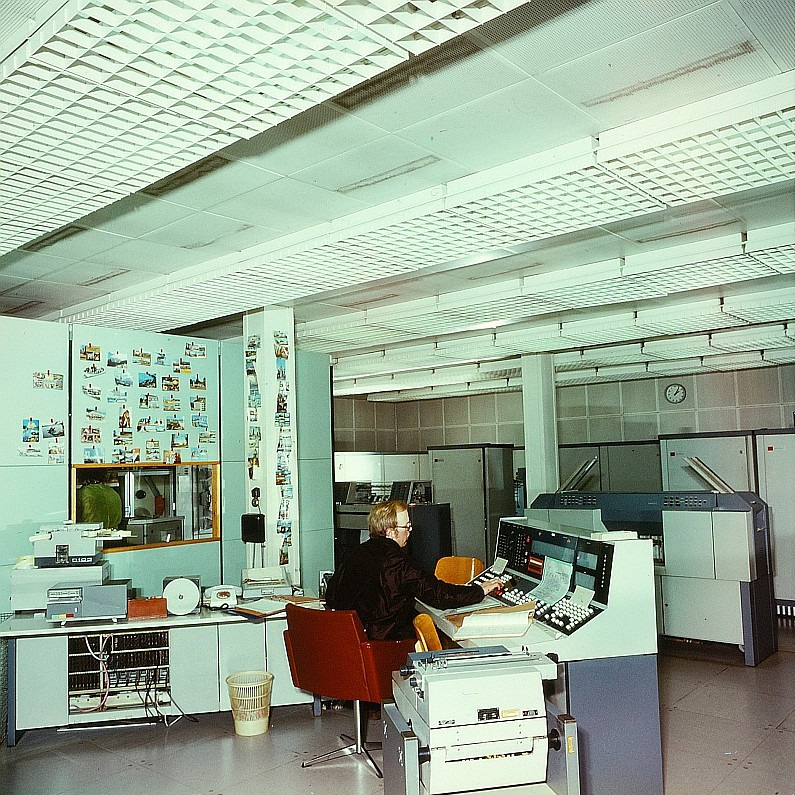
Bedienteil der R 300, mit Lochkartenleser rechts im Hintergrund

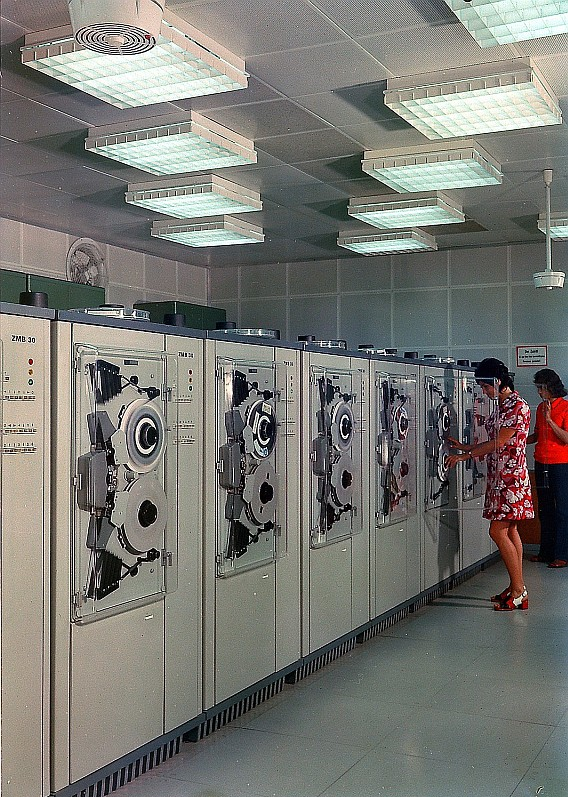
Bandstrecke der R 300.

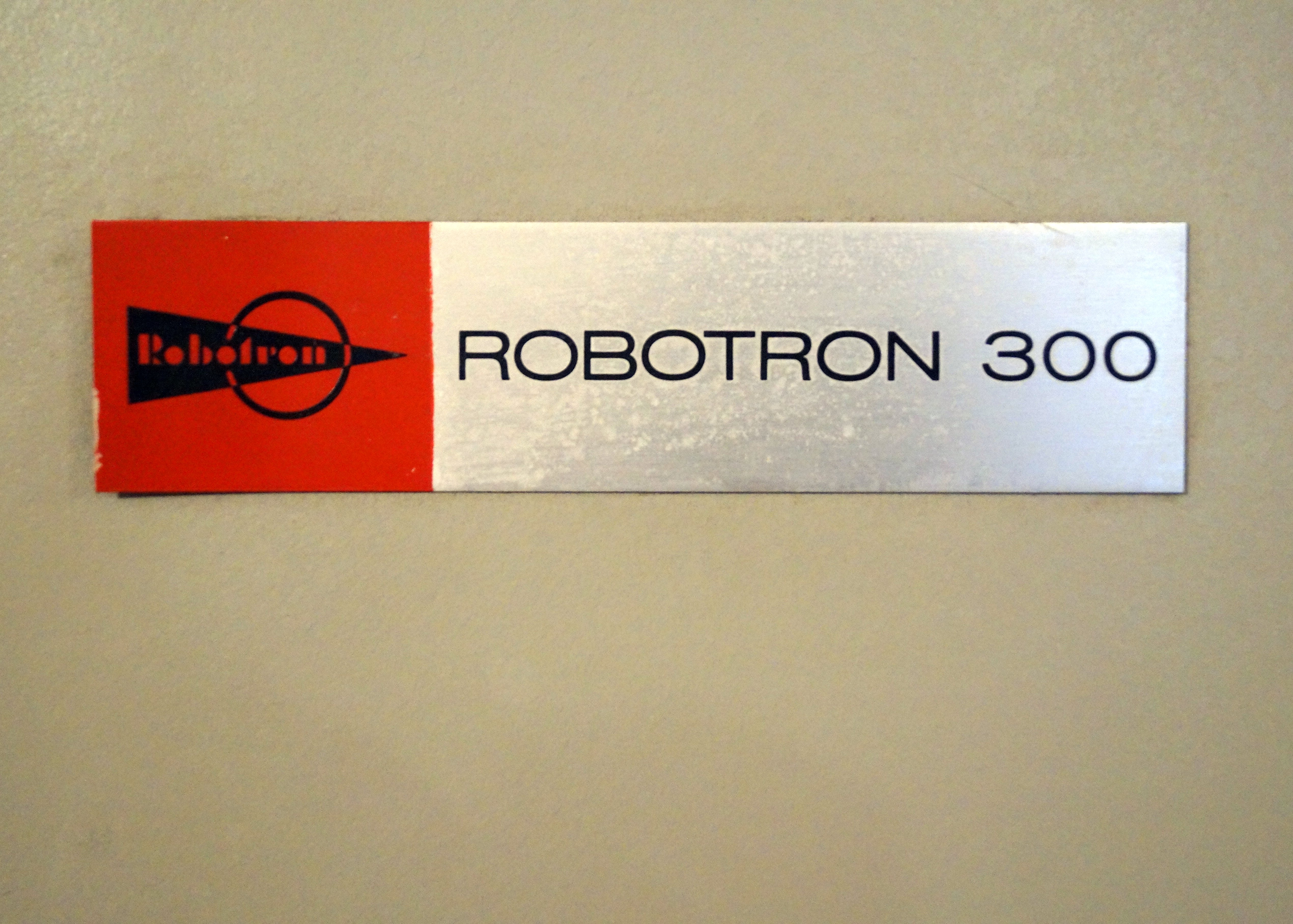
Typenschild

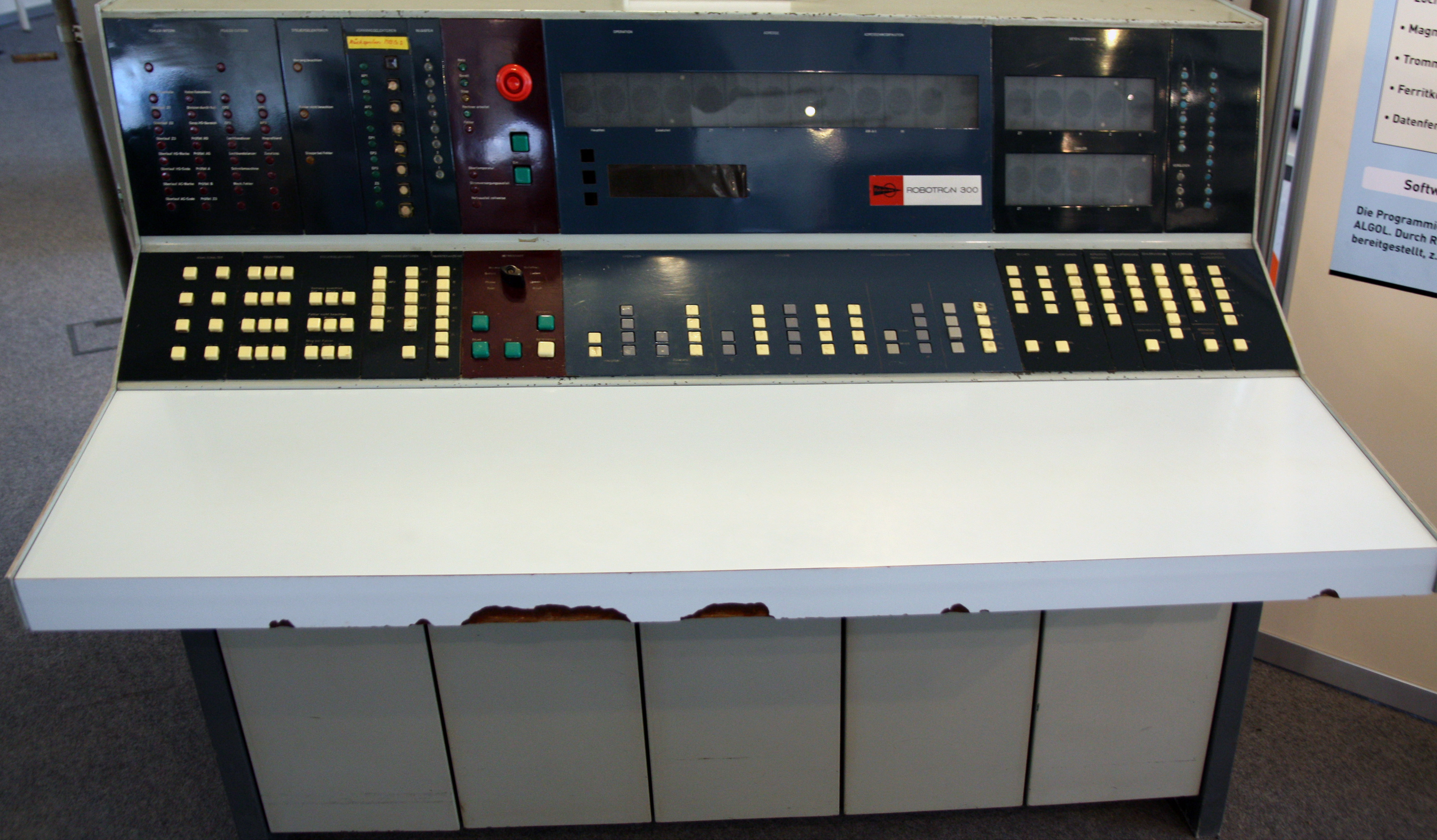
Bedienteil der R 300 in den Technischen Sammlungen Dresden

Die Robotron 300 (R 300) war eine voll transistorisierte EDV-Anlage Mittlerer Datentechnik („MDT-Computer“) des Kombinats Robotron und in der DDR weit verbreitet. Sie wurde nach dem Vorbild des IBM 1401 im VEB Elektronische Rechenmaschinen (Elrema) aus Karl-Marx-Stadt von 1963 bis 1968 entwickelt. Die „300“ im Namen stand für die angestrebte Leistung des zugehörigen Lochkartenlesegerätes (300 Lochkarten je Minute).

## Herstellung
Ein Entwicklungsmuster wurde 1966 auf der Moskauer Messe „Interorgtechnika“ erstmals öffentlich vorgestellt. Die Serienproduktion begann 1967 mit fünf Anlagen in den VEB RAFENA-Werken Radeberg, die 1969 als VEB Robotron-Elektronik Radeberg wie auch Elrema ins Kombinat Robotron eingegliedert wurde. Bis 1972 wurden in Radeberg 350 Stück von der R 300 produziert. Der Preis des Rechners betrug 3 Mio. Mark der DDR. Um den hohen Preis zu amortisieren, wurde der Rechner rund um die Uhr im Dreischicht-Betrieb eingesetzt. Für die R 300 wurden spezielle Typengebäude als Rechenzentren entwickelt und gebaut. Diese Gebäude wurden später auch für die nachfolgenden Rechner der ESER-Serie verwendet.

## Technik
Die R 300 war in Diode-Transistor-Logik (DTL) ausgeführt und enthielt 18.500 Bipolartransistoren sowie 43.000 Dioden. Er erreichte bei einer Taktrate von 100 kHz eine Rechenleistung von zirka 3.000 bis 5.000 Instruktionen pro Sekunde. Als Arbeitsspeicher kam ein Kernspeicher zum Einsatz, welcher eine Speicherkapazität von anfangs 10.000 Zeichen, später 40.000 Zeichen besaß. Die Zugriffszeit des Hauptspeichers betrug 10 µs. Als zusätzliche Direktzugriffsspeicher kamen bis zu vier Trommelspeicher und ein Ferritkern-Zusatzspeicher mit 10.000 Zeichen zum Einsatz. Die Trommelspeicher hatten jeweils eine Kapazität von 10.000 Worten (je 10 Zeichen) und eine Zugriffszeit von 20 ms. Der Ferritkern-Zusatzspeicher konnte auch als Puffer für Magnetbandoperationen verwendet werden. Als externe Medien wurden Magnetbänder (schrankgroße Bandlaufwerke), Lochkarten und Lochstreifen eingesetzt. Die R 300 benötigte für ihre 45 Schränke eine Aufstellfläche von 35 m² und hatte ein Gewicht von 6.000 kg. Angaben zum Anschlusswert der R 300 bewegen sich von 15 kVA bis 30…35 kVA.
Ausgabemedium war u. a. ein Paralleldrucker (Zeilendrucker) mit 156 Zeichen pro Zeile auf Endlosdruckpapier. Damit waren daher auch grafische Darstellungen (Diagramme, aber auch Humoristisches) mittels Zeichen möglich. Programme (u. a. in Fortran) konnten z. B. als Lochstreifenrolle beim Personal abgegeben werden und wurden nach Eingangsreihenfolge abgearbeitet.
Auf der R 300 wurde in einer eigenen Assemblersprache namens MOPS (Maschinenorientierte Programmiersprache) sowie in damals typischen Sprachen wie ALGOL und Fortran programmiert.

## 350 Standorte und viele Einsatzgebiete und Softwareanwendungen
- nach 1968 FDGB, Verwaltung der Sozialversicherung, Maschinelle Rechenstation, Leipzig
- ab 26. Juni 1969 VEB Textilkombinat Cottbus, ORZ, Gerhart-Hauptmann-Straße
- nach 1969 Schulungszentrum VEB Bürotechnik Leipzig Brühl/Ecke Hainstraße; Haus Nr. 4[4]
- nach 1969 VEB Robotron Elektronik Radeberg, Heidestraße (ehem. Wilhelm-Pieck-Straße) 70,
- nach 1969 VVB Maschinelles Rechnen Dresden, Marienstraße (ehem. Dr. Otto-Nuschke-Straße) 20, mindestens zwei R-300-Anlagen
- nach 1969 VEB Transformatoren- und Röntgenwerk Dresden, Overbeckstraße
- nach 1969 VEB Pentacon Dresden, Dornblüthstraße 31
- nach 1969 bis 1981 Akademie der Pädagogischen Wissenschaften der DDR, Dresden Wigardstraße 17
- nach 1969 VEB Schaltelektronik Oppach
- 1967–69 Postdirektion Dresden (Standort Gerokstraße, Postamt A-16)[7]
- 1969 TU Dresden Rechenzentrum (Sektion 25) Dürerstraße 24[8]
- 1970 Humboldt-Universität zu Berlin[9]
- 1970 VEB Strumpfkombinat Esda Thalheim
- 1970 Rechenzentrum Friedrich-Schiller-Universität Jena[10]
- 1971 Messgerätewerk Beierfeld[11]
- 1971 Universität Halle, Weinbergweg 17[12]
- 1971 Ingenieurhochschule Zwickau[13]
- 1972 Ernst-Moritz-Arndt-Universität Greifswald
- 1973 Rechenzentrum der Universität Rostock. Am 11. Mai 1973 nahm die Robotron 300 (R 300) ihre Arbeit auf.[14]
- 1984 VEB Datenverarbeitungszentrum Magdeburg – Abbau des letzten R 300 im DVZ

## Belege und Anmerkungen
1. 1 2 3  Johann Liegert: Die Geschichte der Entwicklung und Überleitung der EDVA R 300 von Robotron. (PDF; 106 kB) In: robotron – Geschichte(n) und Technik. Förderverein für die Technischen Sammlungen der Stadt Dresden, 29. Januar 2006, S. 10, abgerufen am 28. Januar 2024.
2. 1 2  Großrechner R300. In: robotrontechnik.de. Rüdiger Kurtz, 6. Februar 2023, abgerufen am 28. Januar 2024.
3. ↑  Elektronische Datenverarbeitungsanlage R300. In: robotron – Geschichte(n) und Technik. Förderverein für die Technischen Sammlungen der Stadt Dresden, abgerufen am 28. Januar 2024.
4. 1 2  Datentechnik – EDVA R300. In: Betriebsgeschichte ROBOTRON Radeberg. Arbeitsgruppe Betriebsgeschichte ROBOTRON Radeberg, 29. August 2015, abgerufen am 28. Januar 2024.
5. ↑  Informatik-Praktikum an der Ingenieurhochschule Mittweida im Jahre 1981
6. ↑  Programmiersprachen. In: robotrontechnik.de. Rüdiger Kurth, 3. Mai 2023, abgerufen am 28. Januar 2024.
7. ↑  Einzelvorhaben (EDVA R 300 Dresden). In: Deutsche Digitale Bibliothek. Stiftung Preußischer Kulturbesitz, 12. Juli 2023, abgerufen am 28. Januar 2024.
8. ↑  Thomas Elschner: 1969-1988 der R300-Rechner der TU-Dresden. In: YouTube. Google LLC, 26. Mai 2013, abgerufen am 28. Januar 2024.
9. ↑  Peter Schirmbacher (Hrsg.): 50 Jahre Rechenzentrum/Computer- und Medienservice. (PDF; 3,2 MB) In: Humboldt-Universität zu Berlin. 26. Mai 2015, abgerufen am 28. Januar 2024.
10. ↑  Als ein PC noch groß wie eine Garage war. In: Friedrich-Schiller-Universität Jena. 2. Oktober 2020, archiviert vom Original (nicht mehr online verfügbar) am 26. Oktober 2020; abgerufen am 24. Oktober 2020.
11. ↑  Thomas Brandenburg: 800 Jahre Beierfeld/Rockstroh. Aue 2008.
12. ↑   Geschichte. In: IT-Servicezentrum, Martin-Luther-Universität Halle-Wittenberg. 28. März 2023, abgerufen am 28. Januar 2024.
13. ↑  Vom Transistorrechner zur Multiprozessor-Serverfarm. (PDF) In: Westsächsische Hochschule Zwickau. Archiviert vom Original am 13. März 2016; abgerufen am 28. Januar 2024.
14. ↑  Die EDVA R300 (Robotron 300). Bau einer Leichtbauhalle für den Maschinenraum des Rechenzentrums. In: Universität Rostock. 23. Oktober 2014, archiviert vom Original am 5. März 2016; abgerufen am 28. Januar 2024.